# Deadwood River (Red River)
Der Deadwood River (englisch für „Totholz-Fluss“) ist ein ca. 50 km langer rechter Nebenfluss des Red River in der kanadischen Provinz British Columbia.

## Flusslauf
Das Quellgebiet des Deadwood River liegt in den Cassiar Mountains. Der Fluss hat seinen Ursprung in dem 880 m hoch gelegenen See Deadwood Lake. Er entwässert diesen an dessen nördlichem Seeende. Der Deadwood River fließt in nordnordöstlicher Richtung durch das Bergland. Er bildet dabei zahlreichen engen Flussschlingen aus. Schließlich trifft er auf den nach Osten fließenden Red River. Die Mündung liegt auf einer Höhe von etwa 750 m. Einschließlich dem in das Südende des Deadwood Lake mündenden Walker Creek (10,5 km) und dem 15,5 km langen Deadwood Lake beträgt die Gesamtflusslänge 76 km.